# Plantations du Haut-Penja
Pour les articles homonymes, voir Penja (homonymie).
Les Plantations du Haut-Penja (PHP) constituent une entreprise agro-industrielle camerounaise, filiale de la société française, Compagnie fruitière. Ses surfaces de production s'étendent sur 5 000 ha, dans le département du Moungo.

## Histoire
L'entreprise est fondée en 1973. En 2021, elle est une des quinze premières entreprises camerounaises par son chiffre d'affaires.

## Activités
Elle produit notamment 260 000 tonnes de bananes par an.
Les plantations du Haut-Penja (PHP) produisent principalement des bananes (4 000 ha), et également du cacao (46 ha), du poivre (48 ha) et des fleurs exotiques (90 ha).

### Localisation et domaine
La PHP est installée dans trois arrondissements, Manjo-Loum-Njombé/Penja. 
Elle exploite 5 543 hectares, soit 5,2% des terres sur 106 500 hectares des trois arrondissements. 

### Fonctionnement
Armel François, président du Gicam dirige PHP.
Des syndicats et délégués du personnel interviennent dans la vie de l'entreprise.
La société paie environ 3 milliards Fcfa d’impôts et taxes communaux par an soit, de 2004 à 2014, 26,73 milliards Fcfa d’impôts. Elle offre une mutuelle de santé aux employés.